# Christian VI. (Oldenburg)
Graf Christian VI. von Oldenburg (urkundlich bezeugt 1394 bis 1421) war Graf von Oldenburg und als solcher von 1403 bis 1421 an der Landesherrschaft beteiligt.

## Herkunft
Christian war der älteste Sohn des Grafen Christian V. aus dessen Ehe mit Agnes von Hohnstein-Heringen.

## Leben
Christian VI., 1398 Inhaber einer Pfründe am Stift St. Gereon in Köln, verließ die geistliche Laufbahn, um ab 1403 zusammen mit seinem Bruder Dietrich an der Landesherrschaft über Oldenburg beteiligt zu werden. Diese hatte zuvor ab 1401 bei ihrem Vetter Moritz II. gelegen.
Als die Oldenburger Grafen mit Unterstützung des ostfriesischen Häuptlings Edo Wiemken 1408 die Machtstellung der Stadt Bremen an der friesischen Unterweser zu brechen versuchten, geriet der ins Stadland eingefallene Christian VI. bei Golzwarden in Bremer Gefangenschaft. Er wurde in der Bremer Friedeburg inhaftiert und sein Bruder musste für seine Auslösung dem Bremer Rat Landwürden und das Gericht zu Lehe verpfänden, was die Dominanz Bremens an der Unterweser festigte. Christian gab allerdings die Hoffnung auf Machtgewinn im weserfriesischen Raum nicht auf. So gilt er als Gründer der 1408 an der Binnenjade erbauten Burg Vri-Jade. Außerdem unterstützte er 1418 und 1419 Sibet von Rüstringen bei der Erhaltung der Häuptlingsherrschaft gegen die aufständischen, von Bremen gestützten Butjadinger Bauern.
Christian VI. hinterließ nur einen illegitimen Sohn. Moritz II. starb 1420 und Christian bereits ein Jahr später. Sein Bruder Dietrich regierte fortan allein und sicherte durch seine Nachkommen ebenfalls die dynastische Erbfolge.